# Rafael dos Santos de Oliveira
Rafael dos Santos de Oliveira (30 de junio de 1987) es un futbolista brasileño que se desempeña como delantero.
Jugó para clubes como el Avispa Fukuoka, Paulista, Juventus, Thespa Kusatsu, Gamba Osaka, Yokohama F. Marinos, Paraná y Pattaya United.

## Trayectoria

### Clubes
| Club                | País          | Año         |
| ------------------- | ------------- | ----------- |
| Nacional            | Brasil        | 2004 - 2013 |
| Avispa Fukuoka      | Japón         | 2007        |
| Paulista            | Brasil        | 2008        |
| Juventus            | Brasil        | 2008        |
| Votoraty            | Brasil        | 2009        |
| Thespa Kusatsu      | Japón         | 2010 - 2011 |
| Gamba Osaka         | Japón         | 2011 - 2012 |
| Ulsan Hyundai       | Corea del Sur | 2012 - 2014 |
| Yokohama F. Marinos | Japón         | 2014 - 2016 |
| Grêmio Osasco Audax | Brasil        | 2017        |
| Paraná              | Brasil        | 2017        |
| Pattaya United      | Tailandia     | 2018        |